# Спонсиан
Спонсиан (лат. Sponsianus) — римский император-узурпатор в 244(?)/248/249(?)-250 годах.
Спонсиан известен благодаря нескольким загадочным ауреусам, обнаруженным в 1713 году в Трансильвании с надписью  IMP SPONSIANI. В связи с тем, что в том же месте были найдены монеты, относящиеся к периоду правления Филиппа I Араба и Гордиана III, делается вывод, что Спонсиан поднял восстание в 40-е годы III века. Основная проблема заключается в реверсе монет Спонсиана, который совпадает с реверсом республиканских монет Минуциев, чеканившихся во II веке до н. э. Поэтому Феликс Хартманн делает предположение о том, что Спонсиан мог быть вождём «сенатского сопротивления» Филиппу, чем и объясняется столь необычный для времён империи республиканский реверс. Эта гипотеза считается полностью необоснованной: если и имело место что-то похожее на «сенатское сопротивление» Филиппу, то тогда бы не чеканились бы монеты с редким республиканским реверсом, который представлял интерес только для республиканского рода Минуциев, который, несомненно, уже давно вымер. Монеты «сенатского сопротивления», по всей видимости, должны были бы отображать символику, относящуюся к Пупиену и Бальбину, провозглашёнными императорами сенатом в 238 году. Кроме того, ни один сенатор действительно не думал о возвращении к временам республики (большая часть республиканских сенаторских семей пресеклись уже в I веке н. э.).
В XX веке Анри Коэн заявил, что монеты являются современной подделкой очень низкого качества. Как бы то ни было, гибридная монета, будь то современной подделкой или варварской монетой поздней античности, — это не достаточно веское доказательство, чтобы делать на его основе какие-либо выводы.
Исследование монет Спонсиана, проведённое в 2022 году в университете Глазго, заставляет предположить, что монеты являются подлинными. По мнению авторов исследования, Спонсиан был узурпатором, который действовал в 260-х годах в Дакии и был современником императора Галлиена.